# Occupation des sols

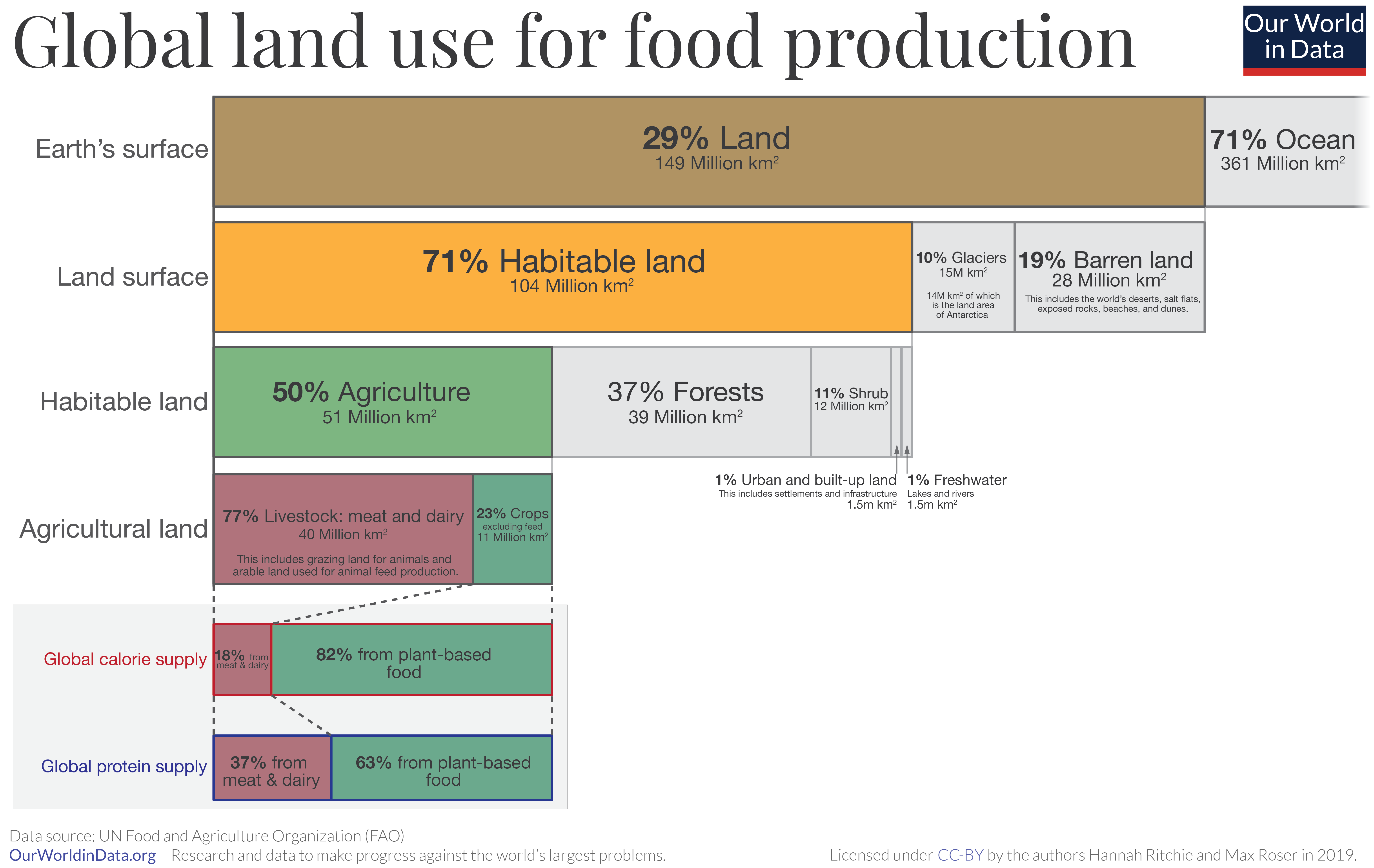
Répartition mondiale de l'utilisation du sol.

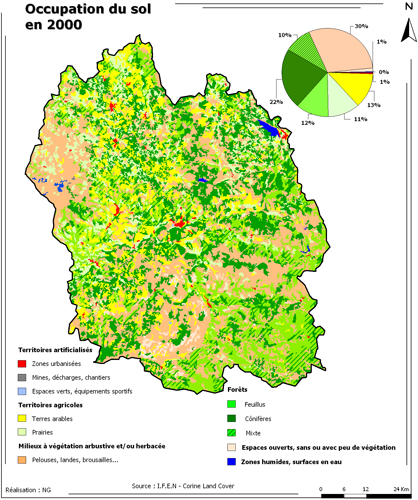
Exemple de cartographie (Lozère) d’occupation du sol (représentation par un système d’information géographique (SIG)).

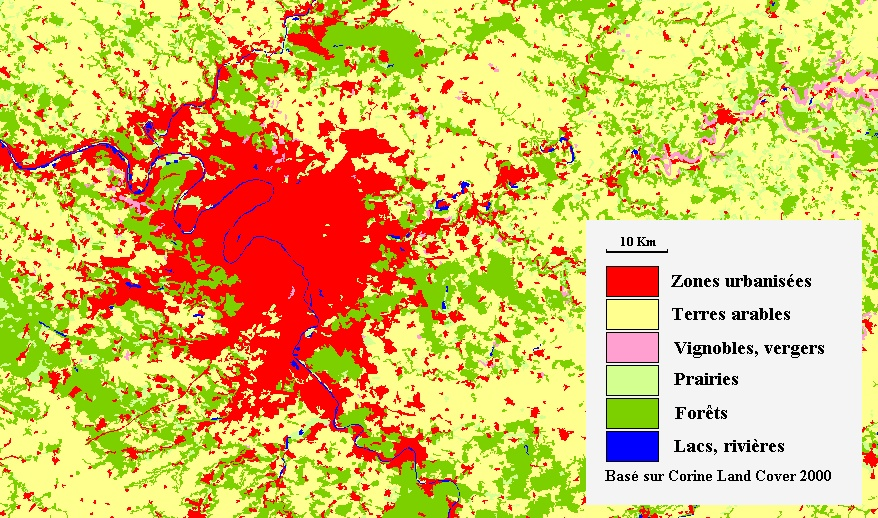
Île-de-France.

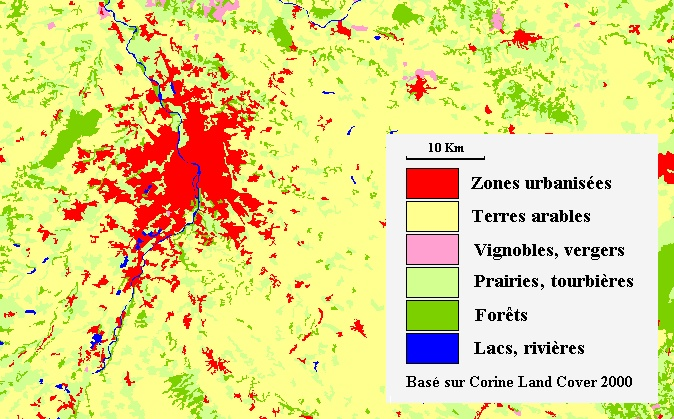
Toulouse.

Pour le roman homonyme, voir L'Occupation des sols.
L'occupation du sol est pour la FAO (1998) « la couverture (bio-)physique de la surface des terres émergées » et donc le type d'usage (ou de non-usage) fait des terres par l'Homme. D'une autre manière, c'est la modification par l'homme de son environnement naturel ou sauvage au niveau du sol quand il est transformé un environnement plus ou moins anthropisé (prairies, champs, imperméabilisation, constructions et autres implantations humaines...).  La mosaïque paysagère est cartographiée en identifiant les types homogènes de milieux (ex : zones artificialisées, zones agricoles, forêts ou landes, zones humides, etc.).
Des typologies standardisées, traduites en nomenclatures, sont produites depuis les années 1980. Parmi celles-ci, en Europe, la base de données d’occupation biophysique des sols Corine (Corine Land Cover, qui propose une nomenclature hiérarchisée en 3 niveaux (5 classes, 15 classes et 44 classes), ou Corine Biotope) permet d'obtenir des cartographies au 1/100 000e, construites à partir de données satellitales et avec une précision surfacique de 15 ou 25 hectares selon les thèmes.
Les effets négatifs récents les plus significatifs de l’utilisation du sol incluent l’étalement urbain, l’érosion, la régression et dégradation des sols, la salinisation et la désertification.  
Les changements dans l’utilisation du sol et l’usage des combustibles fossiles constituent les principales sources anthropogéniques de dioxyde de carbone, un des principaux gaz à effet de serre. 
Un enjeu important est de comprendre les tendances en termes de changement d'affectations des terres, leurs explications et les effets de ces changements (impacts immédiats et différés, locaux et globaux). Pour cela, il convient de comparer les données d'occupation des sols entre deux ou plusieurs dates.

## Changement d'affectation des sols
Le changement d'affectation des sols (CAS) est direct ou indirect (induit). On emploie parfois l'acronyme CASI (ou ILUC en anglais, pour « indirect land-use change ») pour désigner les cas où il est causé indirectement (impact plus ou moins différé dans l'espace et dans le temps) par une activité.
Qu'ils soient directs ou indirects, les impacts du changement d'utilisation des sols concernent les court, moyen et long termes. Ils doivent être pris en compte dans les bilans, écobilans et évaluations économiques, énergétiques et environnementales des opérations de développement ou d'aménagement du territoire. Les pratiques de l’utilisation et de la gestion des sols ont un impact important sur les ressources naturelles telles que l’eau, le sol, la faune et la flore. L’information sur les utilisations du sol peut être utilisée pour développer des solutions pour la gestion des ressources naturelles comme la salinité et la qualité des eaux. 
Selon un rapport[Lequel ?] de l’Organisation des Nations unies pour l'alimentation et l'agriculture, la dégradation des sols se trouve exacerbée là où la planification est déficiente ou mal exécutée, quand des incitations législatives ou financiers conduisent à de mauvaises décisions dans l’utilisation du sol ou lorsqu’un planning central biaisé conduit à la sur-utilisation des ressources en sol – par exemple pour la production à court terme. Le résultat a souvent été la misère pour une grande partie des populations locales et la destruction d’écosystèmes utiles. De telles approches à courtes vues doivent être remplacées par une planification et une gestion intégrées des ressources du sol où l’utilisateur local est au centre des préoccupations. Ceci assurera la qualité à long terme de sol pour les besoins humains, la prévention ou la résolution des conflits sociaux liés à l’utilisation du sol et la conservation des écosystèmes d’une grande biodiversité.
Quelques exemples[réf. nécessaire] :
- la déprise agricole, localement due à des phénomènes de désertification et ailleurs à des pertes de rentabilité réelles ou supposées ;
- les cultures vivrières qui ne peuvent plus se faire quand les paysans locaux sont expulsés ou repoussés au profit de grandes cultures destinées aux agrocarburants ou à la chimie verte. Ces paysans n'ont souvent pas d'autres solutions que de s'intégrer dans l'exode rural et d'émigrer en ville, ou de trouver de nouvelles terres, généralement en défrichant des milieux naturels. C'est une des grandes causes de déforestation et de conversion de terre ;
- inversement, quand le sol n'a pas été trop dégradé, le retour à la forêt ou aux herbages peut être accompagné de restauration de bénéfices environnementaux ou d'autres bénéfices économiques ou écosystémiques (services écosystémiques).

Un programme scientifique international nommé LUCC (pour « Land Use and Cover Changes ») vise à « améliorer la compréhension de la dynamique des changements d’occupation et d’utilisation des sols à l’échelle globale, avec l’objectif de prévoir ces changements ».

## Enjeux

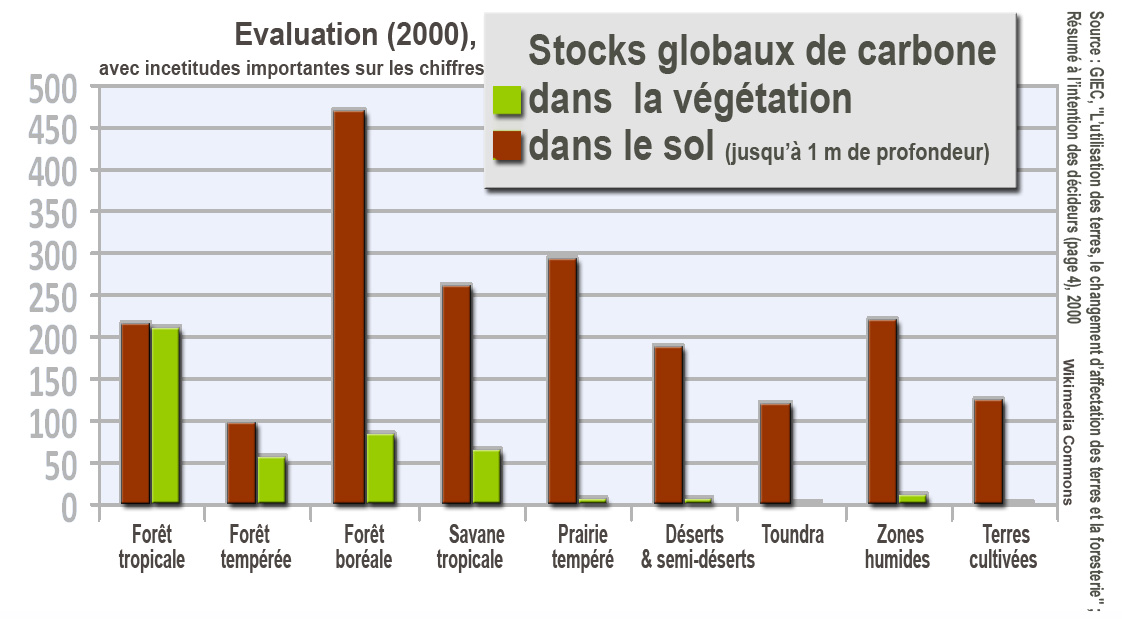
Stocks de carbone dans le sol et dans les végétaux, pour différentes zones géographiques, selon le GIEC (2000). Le sol stocke (en moyenne) beaucoup plus de carbone que les végétaux sur pieds, qui provient essentiellement de la photosynthèse.

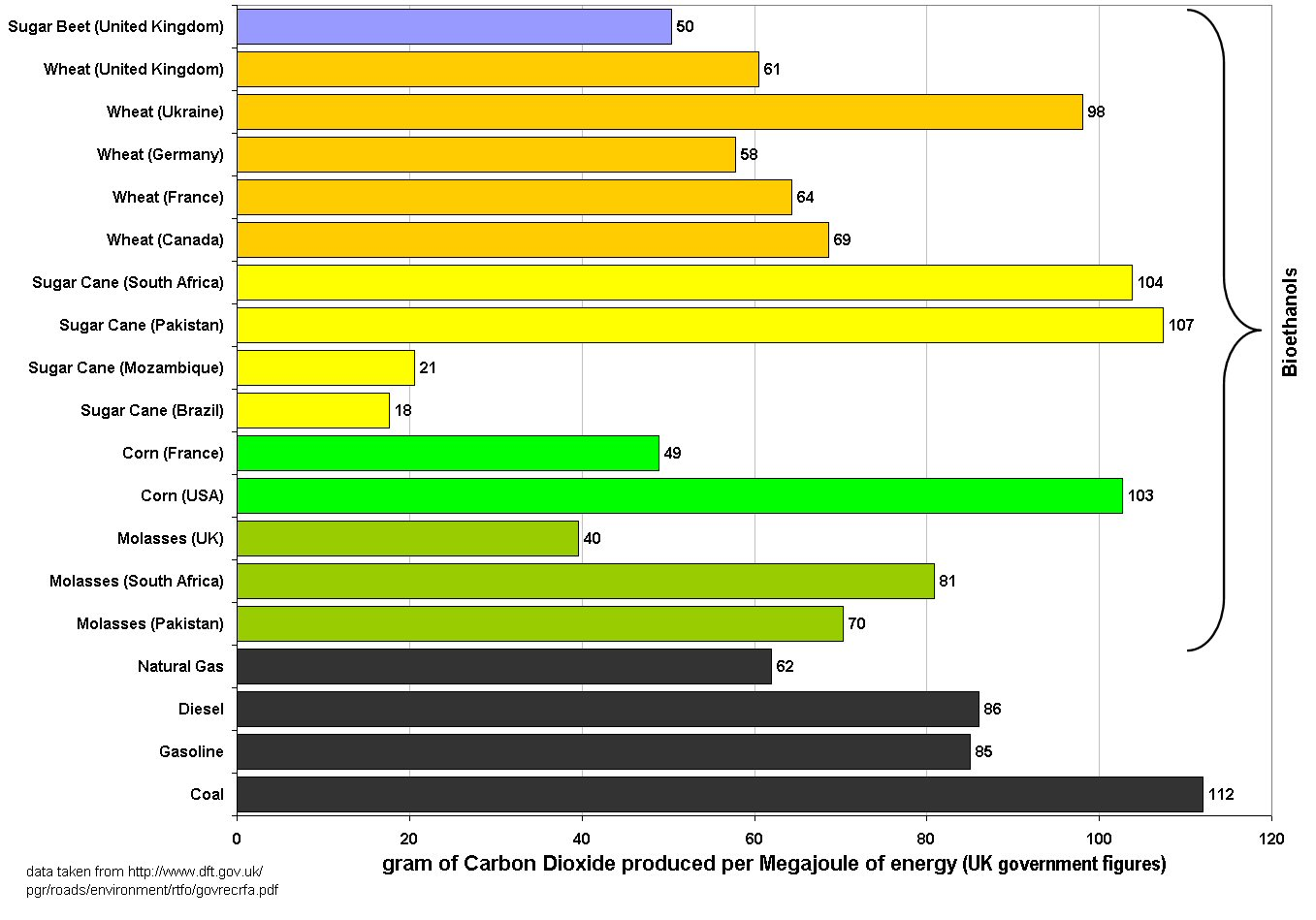
Contenu carbone du bioéthanol et d'hydrocarbures fossiles, dans le cas idéal où tout le bioéthanol serait produit et brûlé aux mêmes endroits, et sans tenir compte des effets de modifications induites et indirectes d'affectation des sols et des puits de carbone.

L'affectation des sols et les changements de cette affectation concernent l'aménagement et l'organisation du territoire, la gouvernance et parfois la survie des communautés locales.
Ce sont des enjeux majeurs en termes de « soutenabilité » du développement, car :
- les sols qui sont à la fois le produit (résultant) et le support de la vie sur les terres émergées sont aussi pour l’homme une source de production alimentaire et de fibre (ex : lin, coton…), d’aménités, de services écosystémiques ;
- certains sols, pour des raisons, climatiques, géologiques et/ou de surexploitation ou de pollution/salinisation sont particulièrement fragiles et vulnérables, à la compaction, aux pollutions et à l’érosion ;
- sur une planète « finie », en termes surfaciques et fonciers, les sols sont une ressource naturelle lentement ou difficilement renouvelable. C'est une ressource « finie » en termes de volume et de surface. De plus, pour la plupart des pays, avec la montée des océans, la surface de sols forestiers ou arables disponibles pourrait encore être significativement réduite ;
- enfin, comme le rappelle le GIEC dans son mémento aux décideurs, « Les stocks de carbone sont bien plus grands dans le sol que dans la végétation, en particulier dans les écosystèmes non forestiers aux latitudes moyennes et élevées » et en particulier dans les prairies et tourbières. Tout changement d’affectation d’un sol peut fortement modifier ses capacités de puits ou stock de carbone et d’émissions de carbone[6]. Selon le GIEC, « Des quantités considérables de carbone ont été libérées en raison du déboisement opéré depuis plusieurs siècles aux latitudes moyennes et élevées et, dans la dernière partie du XXe siècle, dans les régions tropicales »[6].

Le CAS (changement d'affectation des sols) est un des éléments à prendre en compte dans la comptabilisation du carbone. Ainsi, le protocole de Kyoto et ses suites prévoient que « les Parties pourront prendre en considération, pour remplir leurs engagements en vertu de l’article 3, les incidences de leurs activités de boisement, de reboisement et de déboisement (BRD) ainsi que de leurs autres activités reconnues dans le secteur de l’utilisation des terres, du changement d’affectation des terres et de la foresterie ».
Par exemple, dans le domaine des agrocarburants, c'est en 2008 un article de la revue Science qui a le premier alerté sur la nécessité de prendre en compte et de quantifier les effets spatiotemporels différés des cultures en termes de changements indirects d’occupation et utilisation des sols ; avant que la crise de 2008 et une forte hausse des prix des matières premières agricoles et des coûts du foncier agricole ne portent sur la place publique le débat dit « nourriture contre biocarburants ».
La Commission européenne s’est engagée à réviser sa position avant fin 2011 (mais elle a pris du retard), sur la base de quatre études qu’elle a commandées.
Selon la cour des comptes française (2012), « Le bilan environnemental des biocarburants est fort loin d’être à la hauteur des espoirs placés en eux. Si l'on intègre (ainsi qu’il a été fait dans les dernières études d'impact environnemental) le changement d'affectation des sols indirects (CASI), on obtient pour le biogazole des émissions de gaz à effet de serre qui sont doubles de celle du gazole ».

## État, pressions, réponses…

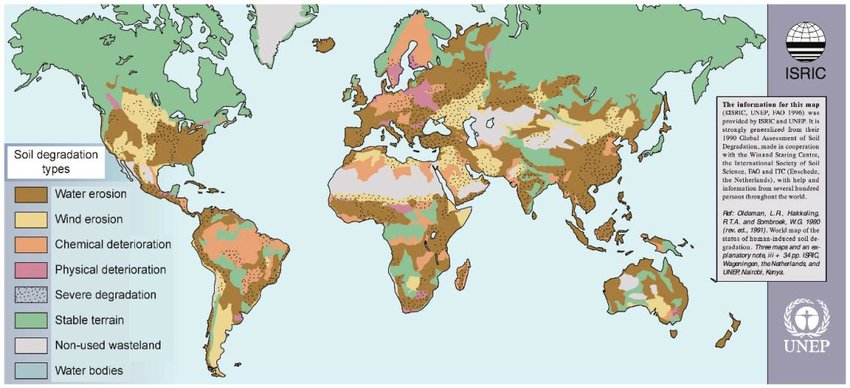
Carte mondiale de la dégradation des sols établie en 2017. Selon le rapport de 2015 de la FAO et l'ITPS sur l'« État des ressources du sol dans le monde », un tiers des terres arables de la planète sont plus ou moins menacées de disparaître. Les principales menaces sont l'érosion des sols (par l'eau, le vent ou le labour), la perte de carbone organique et les déséquilibres nutritifs liés principalement au changement d'affectation des sols (urbanisation, défrichement), ainsi qu'à l'intensification de l'agriculture et de la déforestation.

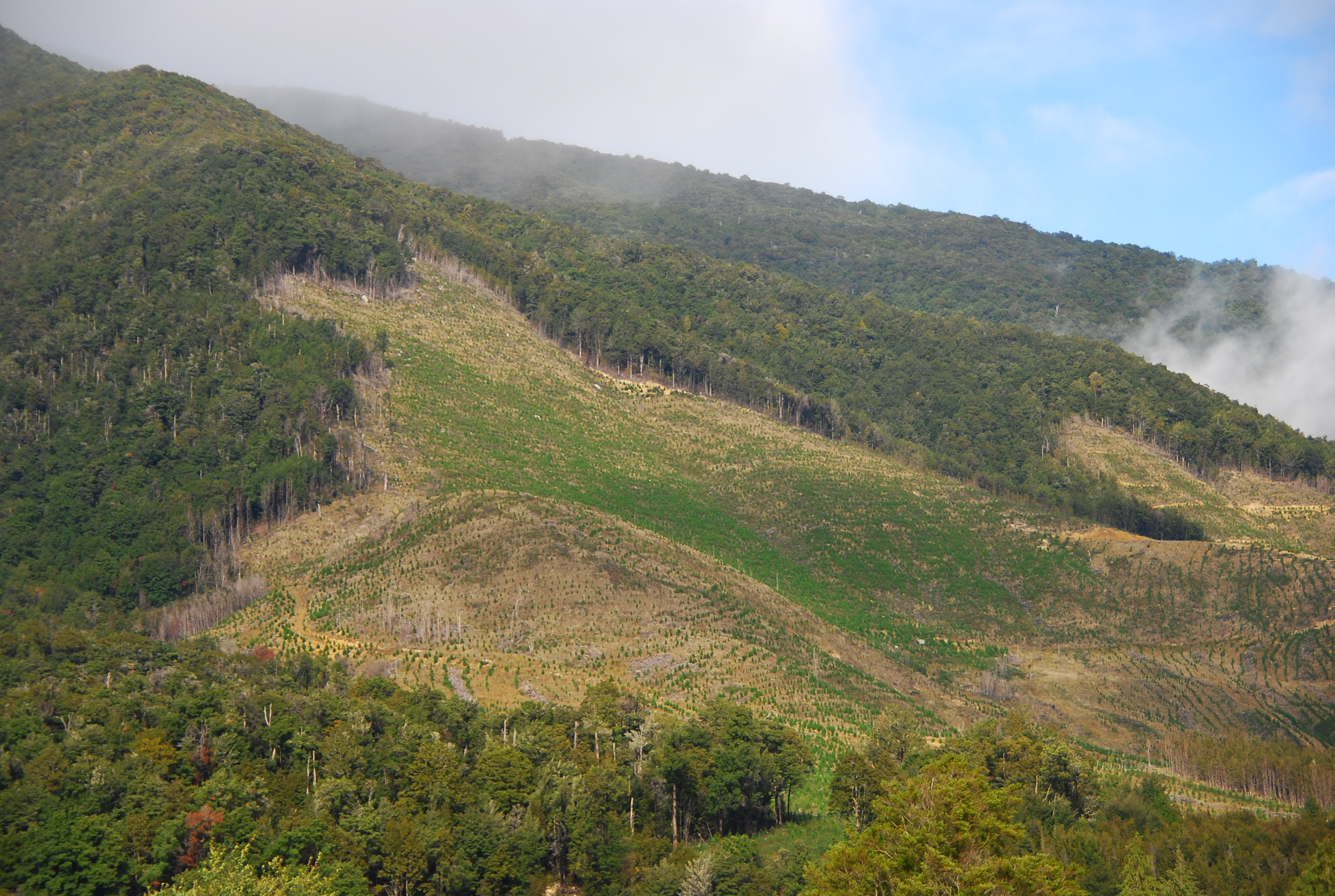
Déforestation en Nouvelle-Zélande.

La pression humaine sur les terres a considérablement augmenté avec la révolution industrielle, la révolution verte agricole, l'urbanisation, le développement des réseaux routiers et les nouveaux moyens de déforestation, associés aux effets mondialisés très contrastés d'une démographie mondiale croissante.
Un sol peut être rendu définitivement indisponible (à échelle humaine de temps) quand il est occupé par la ville, les routes, parkings, zones d’activités, aéroports et autres infrastructures imperméabilisées ou artificialisantes. Dans ces cas, les sols ne rendent plus les services écosystémiques (pour l’épuration de l’eau, la production d’air, d’humus, puits de carbone…) qu'ils rendaient antérieurement. Ils ne sont plus le support de biodiversité qu’ils pourraient (écopotentialité) ou devraient (éthique environnementale) être. Les villes se sont souvent construites dans les vallées et riches plaines alluviales, ou près de deltas ou d’estuaires, là où les sols étaient les plus productifs. L’occupation, l'artificialisation des sols et certains changements rapides d’affectation sont maintenant visibles par tous, via l'imagerie aérienne et satellitaire.

### Suivi en France

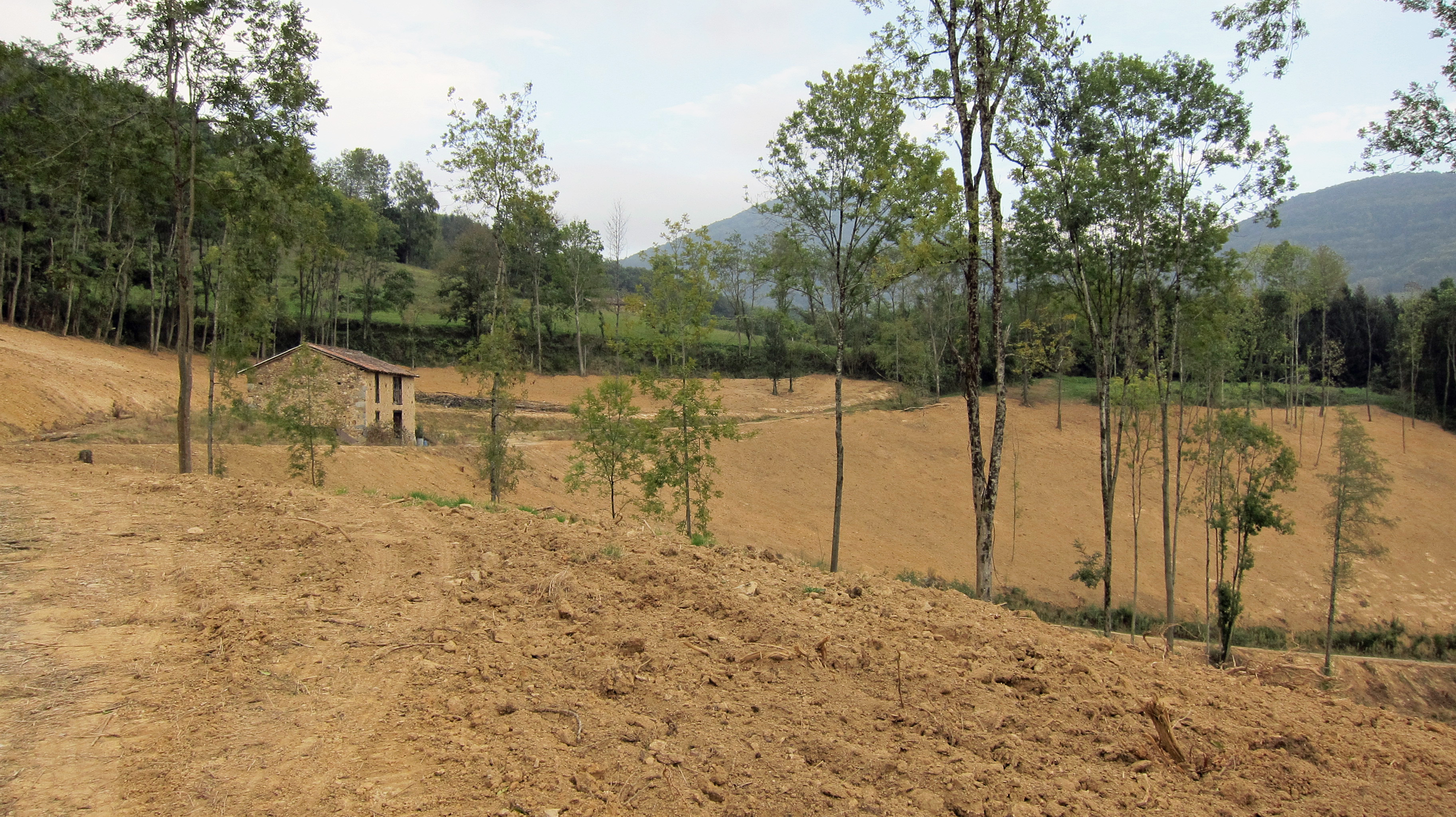
Déforestation en France.

Les outils d'évaluation sont nombreux et offrent parfois une haute résolution pour des thèmes tels que l'imperméabilisation, le couvert arboré… La plupart des données est issue d’interprétation automatique d’images satellitaires, mise à disposition, en 2015 dans le cadre de Copernicus.
D'autres sources d'informations sont également utilisées, comme :
- occupation du sol à grande échelle par l'IGN ;
- Corine Land Cover (mise à jour complète tous les 6 ans) pour l’occupation du sol français (interprétation d'imagerie satellitale ;
- données fiscales (Majic, fichiers fonciers) ;
- registre agricole (référentiel parcellaire graphique) ;
- l'audit urbain de Copernicus ;
- Teruti-Lucas ;
- Base de données Arch (pour le Nord-Pas-de-Calais).

Historiquement, la tendance à l'artificialisation a été forte à partir de la révolution industrielle et durant tout le XXe siècle et très forte des années 1970 à 2000, au détriment de la prairie et du bocage principalement. De 2006 à 2014, l’artificialisation s'est faite pour les 2/3 sur des terres agricoles.  
Selon la version 2015 de Corine Land Cover, en France, le rythme de l'artificialisation (en métropole) a légèrement ralenti (de 2006 à  2012, passant à + 0,49 %/an, soit moins que de 2000 a 2006 (+ 1,30 % par an) alors que la population française métropolitaine a grandi de 0,53 %/an, mais peut-être aussi en raison d'un contexte de crise économique (crise économique mondiale de 2008). En 2015, environ 3 millions d'ha, soit 6 % du territoire métropolitain sont construits ou très artificialisés. 

## Impacts direct et indirect des changements d'usages

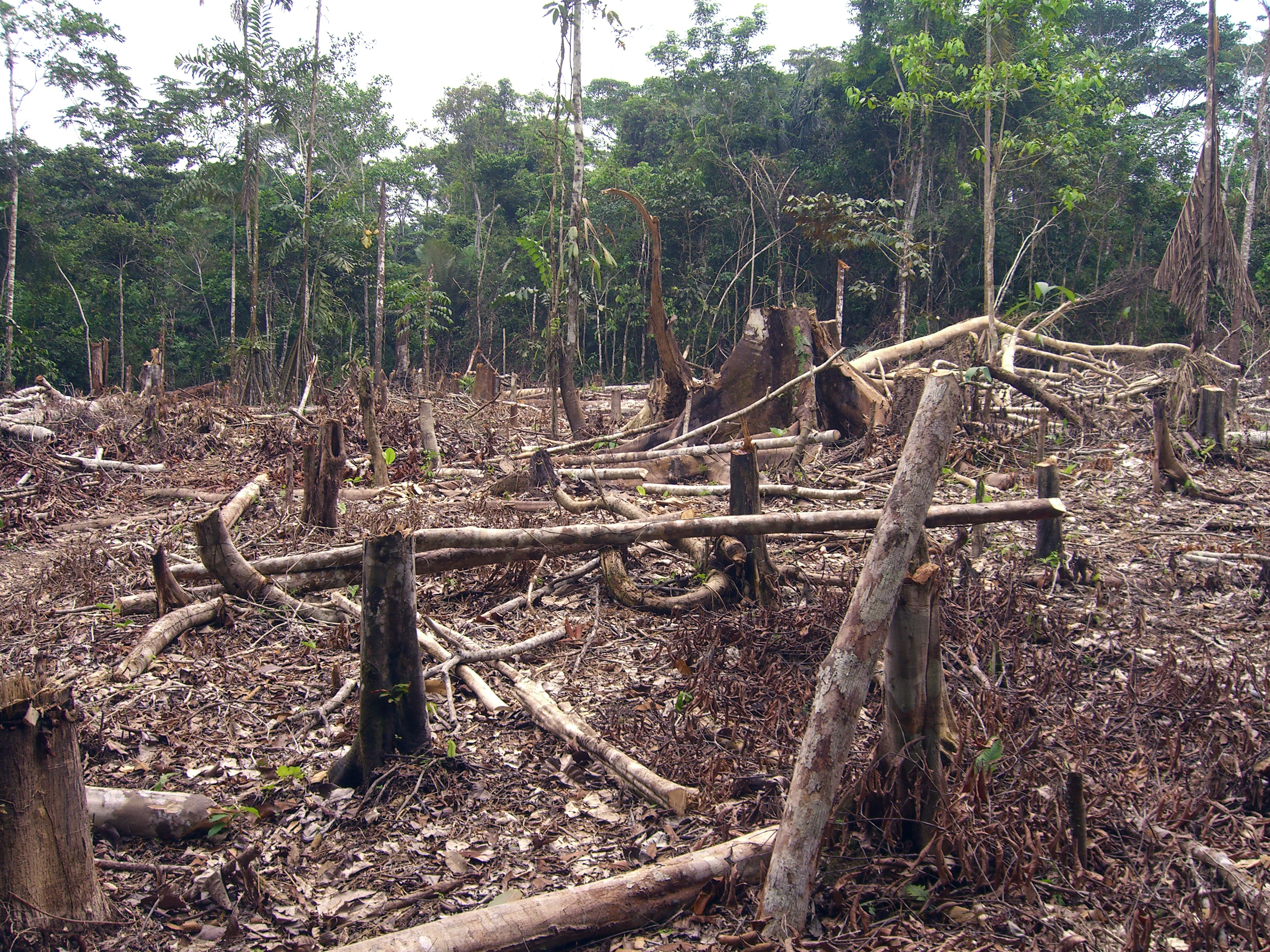
Changement d'affectation par le brûlage (Colombie).

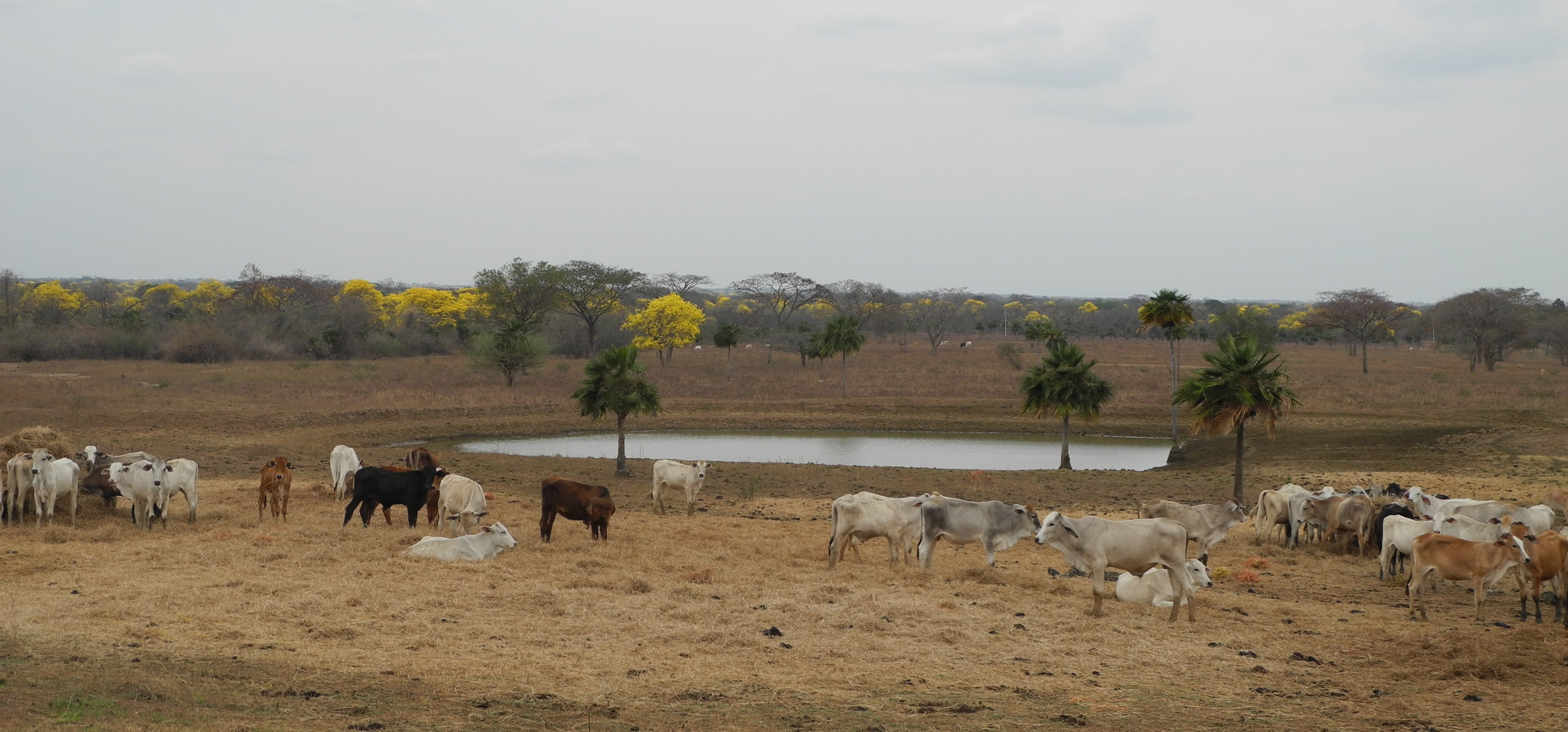
L'élevage bovin est, au Venezuela, une cause importante de destruction de forêts primaires ou secondaires, pour une production en grande partie exportée.

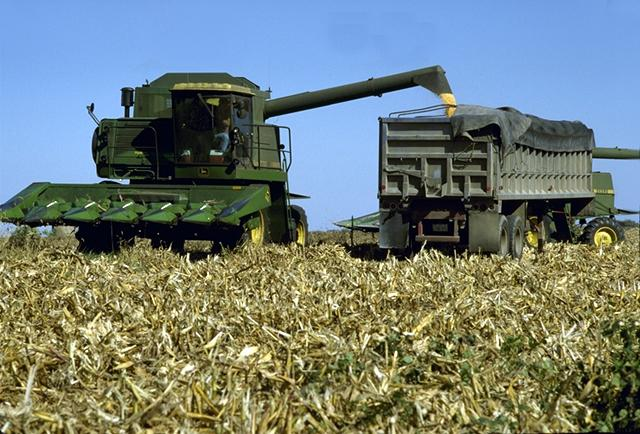
Maïs, principale source d'éthanol aux États-Unis, cultivé au détriment d'autres cultures.

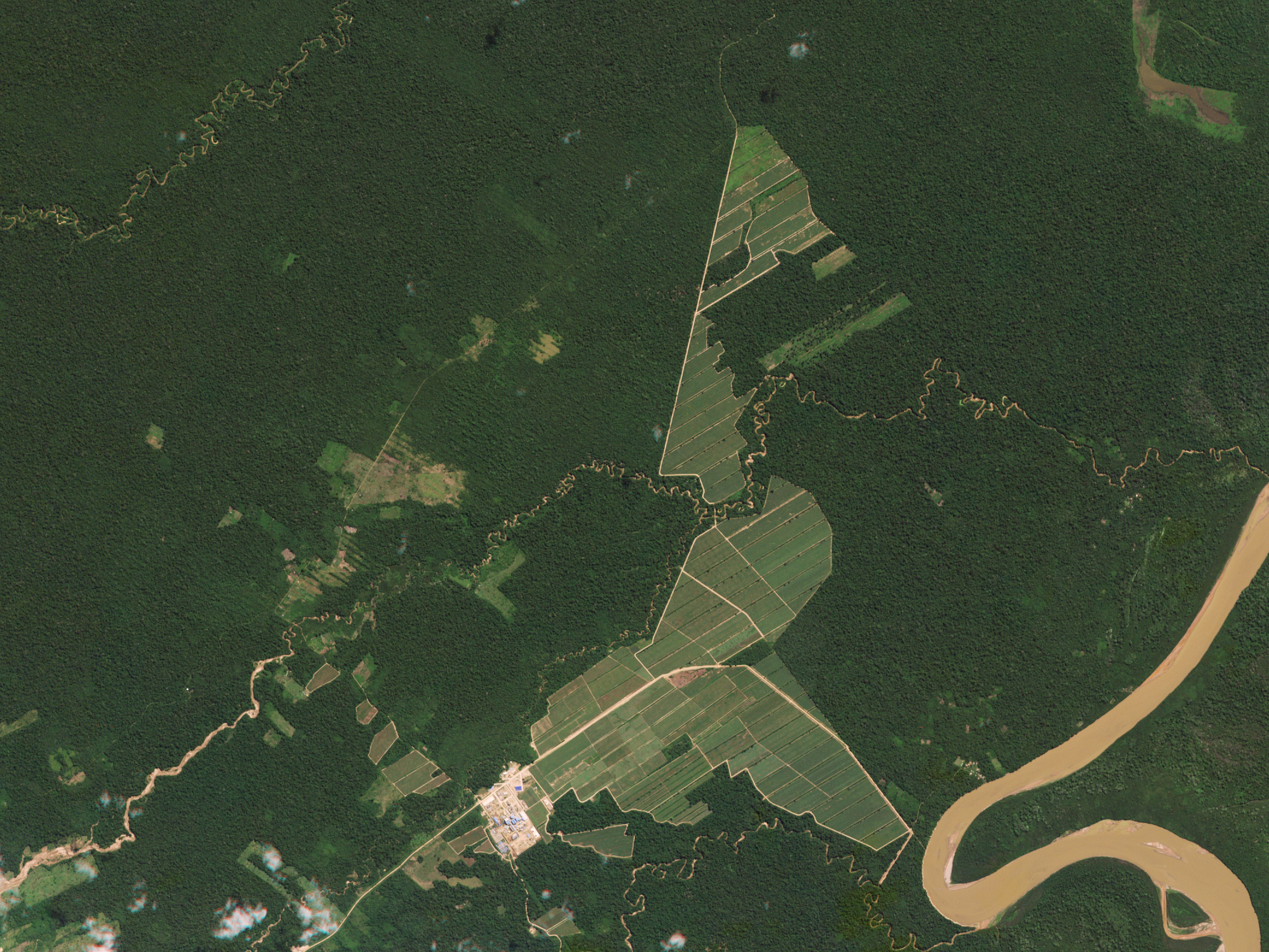
La canne à sucre provoque la déforestation en Bolivie.

Tout changement dans l’usage d’un sol a des « impacts directs » à court, moyen et long terme, pas toujours bien évalués, notamment sur la biodiversité (sur la richesse et/ou l'abondance de la vie sauvage.
C'est le cas par exemple :
- lors de la conversion d’une forêt intacte primaire (ou secondaire) en prairie ou en culture, pour la biodiversité forestière ;
- quand on crée une fragmentation de la forêt par des infrastructures ;
- quand on convertit une surface de prairies en zone imperméabilisée.

Souvent ce changement a aussi des « impacts indirects » en changeant - ailleurs - l’affectation d’autres sols, par report des activités ou services qu’ils supportaient ; Par exemple, l’émergence de cultures d’agrocarburants sur un territoire a pour conséquence de convertir des sols localement, mais peut aussi, secondairement, déplacer l’utilisation ancienne du sol en prenant la place de forêts ou de prairies.
La cour des comptes dans son rapport de 2012 relatif au bilan des agrocarburants en France, a reconnu que « les "changements d’affectation des sols indirects" (CASI) y ont été occultés » ajoutant que « les CASI (le déplacement de cultures qui vont elles-mêmes convertir d’autres terrains, des forêts par exemple) s’avèrent en effet très complexes à quantifier et aucun consensus ne se dégage à leur propos (…) "les experts s'accordent unanimement sur le fait que, même lorsque les incertitudes restent élevées, il y a de fortes présomptions que l'effet de changement indirect d'affectation des sols est significatif" ».